# Håkmark
Håkmark is een plaats in de gemeente Umeå in het landschap Västerbotten en de provincie Västerbottens län in Zweden. De plaats heeft 74 inwoners (2005) en een oppervlakte van 28 hectare. De plaats ligt ongeveer drie kilometer ten zuiden van de grotere plaats Hissjö.

## Verkeer en vervoer
Bij de plaats loopt de Länsväg 363.